# Брендли, Кристоффель
Кристоффель Брендли (нем. Christoffel Brändli; род. 7 марта 1943, Фна, Граубюнден) — швейцарский политический и государственный деятель, член (1995—2011) и президент (2007—2008) Совета кантонов.

## Биография
Родился 7 марта 1943 года в деревне Фна, кантон Граубюнден, Швейцария.
Начальное и среднее образование получил в Ландкварте, после чего стал учиться в Университете Санкт-Галлена, который окончил в 1971 году.
После окончания обучения он работал преподавателем в школе, а затем начал карьеру бизнес-консультанта. В 1969 году он был избран в местный совет Игиса, а спустя десять лет был избран мэром коммуны. В 1983 году он стал членом регионального правительства.
23 января 1995 году он вступил в должность члена Совета кантонов Швейцарии от Граубюндена, сохраняя свой пост до 4 декабря 2011 года. Кроме того, с 2007 по 2008 года он занимал пост президента Совета кантонов Швейцарии.